# Встановлення Прапора Перемоги над Рейхстагом

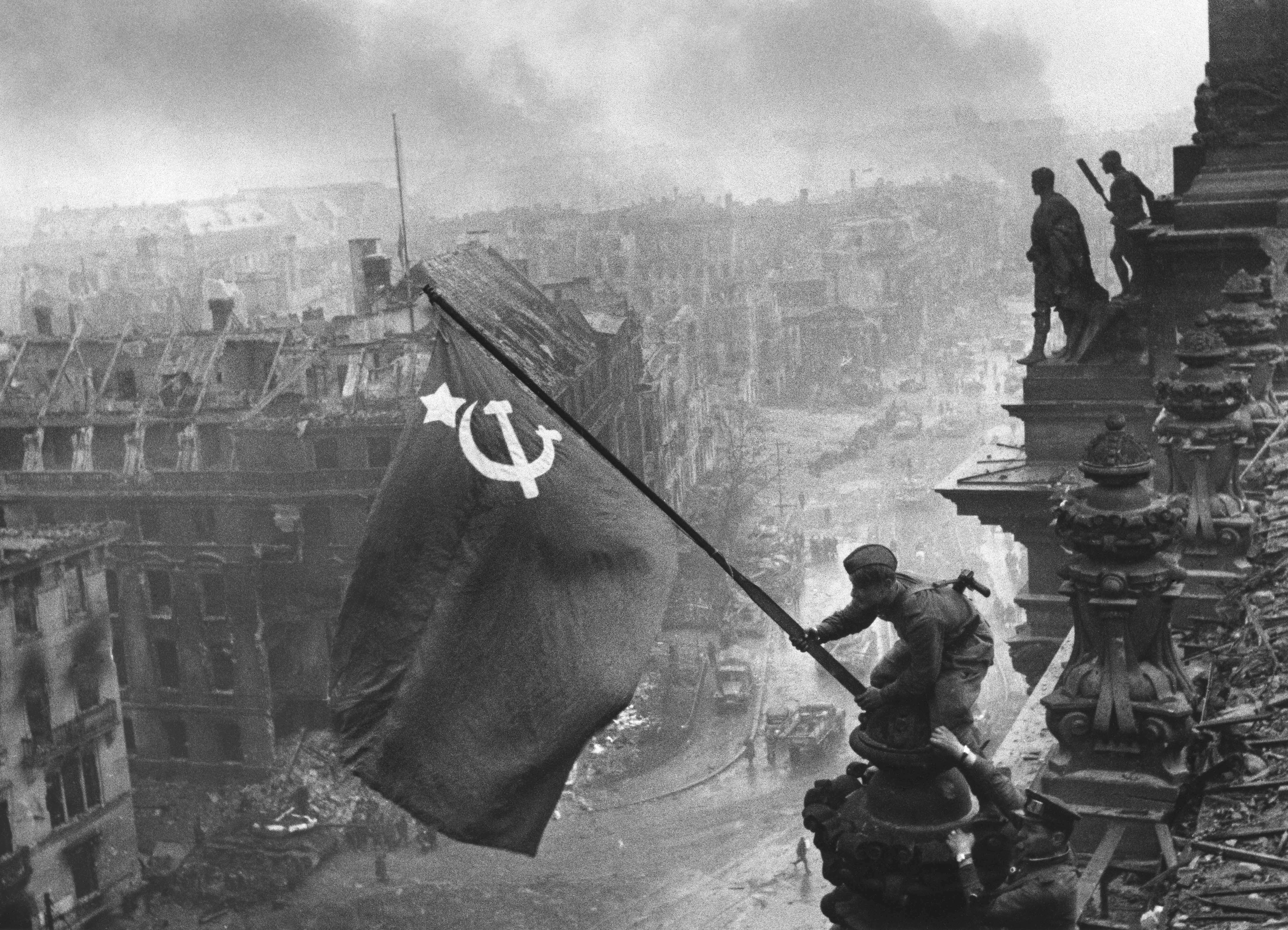
«Прапор Перемоги над Рейхстагом»
Одна з фотографій Євгена Халдея з червоним прапором над рейхстагом. Зроблена 2 травня 1945

Встано́влення Пра́пора Перемо́ги над Рейхста́гом — подія, яка відбулася під час Берлінської операції 30 квітня — 1 травня 1945 року. 
Першими встановили свої прапори: взвод розвідки 674-го полку (командир взводу С. Сорокін) на скульптурній групі «Німеччина» і двоє бійців із 380-го полку — М. Єрьомін та Г. Савенко, на колоні парадного входу, приблизно о 14:25. Перші два прапори були скинуті німцями. О 22:40 знову на скульптурі «Німеччина» (домінантна скульптура західного фасаду) встановили свій прапор розвідники-артилеристи з групи В. Макова. Трохи пізніше там же помістили свій прапор бійці групи М. Бондара. Десь у районі четвертої години ранку 1 травня прапор 756-го полку встановили бійці розвідвзводу під командою О. Береста. У цю групу входили М. Єгоров і М. Кантарія, призначені Головним Політичним Управлінням (ГоловПУРом) на роль прапороносців Перемоги. Цей прапор був установлений на скульптурі лицаря-герольда над східним фасадом Рейхстагу.
Подія активно використовувалося як частина радянської пропаганди. Фото «Прапор Перемоги над Рейхстагом», зроблене Євгеном Халдеєм, є постановочним ― воно було знято 2 травня 1945 року, вже після завершення боїв. Фото Халдея, хоча й стало культовим, було ретельно відредаговане ― наприклад, один із солдатів на оригінальному знімку мав на руці кілька годинників, що могло свідчити про мародерство, тому це виправили під час ретуші. Крім того, радянська влада використовувала цей символ для посилення ідеї "визвольної місії" СРСР у Європі та виправдання післявоєнного контролю над країнами Східного блоку.

## Наказ Сталіна
Команда встановити прапор Перемоги над Рейхстагом пролунала 9 квітня під час наради начальників політвідділів 1-го Білоруського фронту. Напередодні член військової ради фронту генерал К. Тєлєгін зателефонував до приймальні Сталіна і запитав, над якою будівлею Берліна має бути піднятий прапор Перемоги. За деякий час із приймальні повідомили — над Рейхстагом.
Наступного дня червоноармійці дізналися, що встановлення прапора має відбутися над Рейхстагом. У 1939 році в будівлі Рейхстагу був розташований медичний архів, а пізніше шпиталь, пологове відділення клініки «Шаріте» та дитячий садок.

Прапор Перемоги, що вважається символом завершення війни в СРСР і Росії, був виготовлений в політвідділі 3-ї ударної армії. Два бійці, М. Єгоров і М. Кантарія, встановили цей прапор на Рейхстазі, проте немає фотографій, які підтверджують його точне розташування на будівлі.

Прапор Перемоги

Перша публікація фотографії «прапору Перемоги» з'явилася в газеті «Правда» 3 травня 1945 року, де було показано величезний прапор на кутовій вежі Рейхстагу. Прапор на фотографії був домальований. Відомий варіант «прапору Перемоги» — це зображення, зроблене фотокореспондентом Є. Халдеєм, яке вперше було надруковано в журналі «Огонек» 13 травня 1945 року.

## Історія встановлення Прапора
Після того, як 24 квітня в район парку Тіргартен, на краю якого стоїть Рейхстаг, вийшли три дивізії 3-ї ударної армії: 150-та, 171-ша та 207-ма, в ГоловПУРі були зроблені перші конкретні заходи по встановленню прапора Перемоги. А саме, був вироблений план та призначені виконавці. На роль виконавців були взяті двоє молодих бійців, що встигли провоювати трохи більше трьох місяців. НКВД ретельно перевірила їх біографії. Бійці були переведені 26 квітня з лінійного підрозділу у розвідроту, щоб зберегти їх життя для виконання особливого завдання. Цього ж дня, як пише в своїх мемуарах Ф. М. Зінченко, 756-му полку був переданий «прапор Перемоги» виготовлений у політвідділі 3-ї ударної армії (у Росії популярна легенда, що це один із дев'яти прапорів, виготовлених ще 22 квітня. Автор цього міфу нач. політвідділу 3-ї ударної армії Лісіцин)[джерело?].
План ГоловПУРу був такий: батальйони беруть Рейхстаг, а потім наверх будівлі заходять прапороносці під надійною охороною і встановлюють прапор Перемоги. Прапороносців нагороджують орденами Червоного Прапора, їхні імена заносять до підручників. Але ж замполіти допустилися великої помилки. Щоб встановлення виглядало природним, а не організованим зверху, політвідділ 3-ї ударної армії запустив чутку, що будуть нагороджені золотими зірками Героїв Радянського Союзу всі бійці та їх командири, що встановлять перший червоний прапор над Рейхстагом.
По плану Рейхстаг був повинен штурмувати 756-й полк 150-ї дивізії, але він до 29 квітня зазнав великих втрат. Тому головними діючими підрозділами в штурмі були 674-й полк 150-ї дивізії і 380-й полк 171-ї дивізії. Щоб не переводити вже узгоджених прапороносців в інший підрозділ командування вирішило підключити батальйон Неустроєва (756-й полк) у заключній фазі взяття Рейхстагу.
Перший штурм захисники Рейхстагу відбили. Під час другого штурму до будівлі увірвалися до 100 бійців. (Це яскраво описали у своїх мемуарах О. Бессараб і Л. Литвак). У цей час, близько 14:25, і були встановлені перші два прапори: прапор 380-го полку встановили на колоні центрального входу М. Єрьомін та Г. Савенко, а на домінантній скульптурі на даху Рейхстагу — 7 розвідників (С. Сорокін, Г. Булатов, П. Брюховецький, І. Лисенко, В. Правоторов, С. Орешко, М. Почковський) і лейтенант Р. Кошкарбаєв. Бійці, що увірвались у Рейхстаг, були відрізані від своїх і тимчасово блоковані. У цей час німці і поскидали перші прапори.
Під час третього штурму, що почався о 22:00 30 квітня, були встановлені два прапори 79-го корпусу спеціально організованими групами під керівництвом майора М. Бондара і капітана В. Макова. О 22:40 свій прапор встановили на тій же скульптурі «Німеччина» над парадним входом розвідники-артилеристи групи В. Макова: Г. Загітов, О. Лісіменко, М. Мінін та О. Бобров. Через деякий час на цій же скульптурі встановили свій стяг і бійці М. Бондара.
А з прапором політвідділу (його ще називають прапор Військової ради) 3-ї ударної армії, дорученим для встановлення 756-му полку трапилася дуже цікава історія. Після встановлення прапору о 14:25 30 квітня і після сталінського поздоровлення з цього приводу, Ф. Зінченко вирішив, що необхідність встановлення прапору політвідділу відпала, дав відбій Єгорову та Кантарії, а сам пішов поздоровляти командира 674-го полку О. Плеходанова з успіхом. Але близько 23:00 йому зателефонував командир дивізії В. Шатілов і повідомив, що політвідділ 3-ї ударної армії наполягає на встановленні його прапора.
Терміново викликали М. Єгорова і М. Кантарію, але ж ніяк не могли відшукати прапор політвідділу, тому що було дуже темно і в руїнах «дому Гіммлера», де на той час знаходився штаб 756-го полку, нічого не було видно. Ф. Зінченко і замполіт полку І. Єфімов вручили прапороносцям перший ліпший прапор, що знайшли, сподіваючись вранці, при денному світлі, відшукати прапор політвідділу і замінити прапор-«дублер».
Але була ще одна проблема. На домінантній скульптурі «Німеччина» вже були встановлені два прапори 79-го корпусу і встановлювати там же ще один було недоречно. Тому зі взводом розвідки був надісланий замполіт батальйону О. Берест, котрий мав завдання відшукати гідне місце для майбутнього «прапору Перемоги». Берест вивів взвод до східного фасаду Рейхстагу, де височіли скульптури кінних лицарів-герольдів (російські джерела йменують цих герольдів «Вільгельмами», але це нісенітниця).
Установлений прапор 756-го полку попав на декілька відомих знімків, зроблених 2 травня. Кореспондент Марк Редькін був сфотографований на північно-східній башті Рейхстагу. За ним видно цей прапор причеплений до фігури найближчого вершника. Фотокор Борис Шейнін засняв момент коли прапор 756-го полку знімали зі скульптури. Видно, що прапор 756-го полку довший за «прапор Перемоги» на цілий метр.
Після капітуляції Берліна з політвідділу 3-ї уд.армії прибув фотограф А. Морозов для зйомки героїв- прапороносців Єгорова і Кантарії з прапором політвідділу. Але прапор на герольді  ще не встигли поміняти і полковник Зінченко дав вказівку вивести Морозова до скульптури «Німеччина» з якої всі причеплені прапори були зняті. Морозову пояснили, що прапори зняли німці під час бою. Але трохи спантеличений Морозов все ж побачив якийсь прапор, що лежав неподалік. То був саморобний прапор взводу Сорокіна. Морозов зробив одну з найвідоміших фотографій Єгорова і Кантарії на даху Рейхстагу. Бійці зняті не з офіційним прапором перемоги, а з досить великим прапором виготовленим нашвидкоруч із німецької перини.
Прапор політвідділу знайшли в приміщенні штабу ще 1 травня. Але ж спочатку запеклі бої не дали можливості цей прапор поміняти (поставити на герольді), а потім більш спритними виявились інші бійці, що зайняли своїми прапорами всі найкращі місця, в тому числі на куполі. Прапор політвідділу залишився лежати в канцелярії 756-го полку.
На звання прапору Перемоги претендував прапор встановлений по наказу коменданта Берліну генерала М. Берзаріна 9 травня на куполі Рейхстагу. Але ж доля «прапора Перемоги» була вирішена 19 червня на нараді у Сталіна, коли Жуков робив доповідь про підготовку до параду Перемоги. Зам. керівника  ГоловПУРу генерал І. Шікін запропонував пронести попереду параду «прапор Перемоги».

20 червня з Німеччини терміново були надіслані на парад «прапор Перемоги» (прапор політвідділу) і п'ятеро супроводжуючих, включно з Єгоровим та Кантарією. Але ж грубої помилки допустилися командир 150-ї дивізії і її замполіт. Вони наказали намалювати на прапорі номер дивізії. А це було неприпустимо — нести попереду всього параду прапор однієї з дивізій. Це був би плювок в обличчя всієї армії. Прапор зняли з параду і відправили в музейне сховище, де він і пролежав до травня 1965 року.

## Фотографія Халдея «Прапор Перемоги над Рейхстагом»

Оригінальна фотографія Євгенія Халдея, на якій добре видно годинник та військовий компас Адріянова на руках радянського бійця.

На всесвітньо відомій фотографії Євгена Халдея «Прапор Перемоги над Рейхстагом» (див. на початку сторінки) було сфотографовано бійців 8-ї гвардійської армії: киянина Олексія Ковальова, Абдулхакіма Ісмаїлова та Леоніда Горичева.
Халдей, за завданням Фотохроніки ТАРСу, зробив фото 2 травня 1945 року, коли вже скінчилися вуличні бої і Берлін було повністю окуповано радянськими військами. До того ж, на рейхстазі було встановлено багато червоних прапорів. Фотограф попросив перших солдатів, які трапилися йому, допогти зробити фотознімки. Невдовзі він відзняв із ними дві касети.
Прапор, який на фотознімку тримає Олексій Ковальов, фотограф привіз із собою. Як згадував Євген Халдей, три прапори йому зшив його далекий родич Ізраїль Кішіцер, за професією кравець. У Берліні Халдей зробив фотографії з кожним прапором.
Перший прапор він сфотографував на даху адміністративного будинку берлінського літовища Темпельхоф, біля скульптури з орлом. Другий — над Бранденбурзькими воротами. А третій розташував на даху рейхстагу.
Слід зазначити, що перед публікацією фотографії «Прапор Перемоги над Рейхстагом» Євгену Халдею довелося її ретушувати, оскільки головний редактор журналу «Огоньок» побачив у одного з радянських бійців на фотографії, — старшого сержанта Абдулхакіма Ісмаїлова, — наручний годинник на одній руці та компас Адріанова на іншій, що здалеку виглядало ніби він мав два годинники, по одному на кожній руці.

## Відновлення справедливості

Мініатюра ордена «Золота Зірка» звання Герой України

6 травня 2005 року Указом Віктора Ющенка Олексію Бересту було посмертно присвоєно звання Герой України із удостоєнням ордена «Золота Зірка» «за бойову відвагу у Великій Вітчизяній війні 1941—1945 років, особисту мужність і героїзм, виявлені в Берлінській операції та встановленні Прапора Перемоги над Рейхстагом».
2010 року ВО «Свобода» подало позов про позбавлення Олексія Береста звання Герой України. Позов було викликано тим, що Донецький суд створив прецедент, скасувавши Указ про присвоєння звання Герой України Степану Бандері на підставі того, що він помер до 1991 року (до проголошення незалежності України) та не був громадянином української держави. У коментарі до заяви позивач зазначив, що не має претензій до особистості Береста, але закон має бути один для всіх. Формальною підставою для позову було те, що Берест загинув 1970 року і на час присвоєння йому цього звання не був громадянином України. Донецький суд розглянув позов і відмовив у його задоволенні, оскільки позивач прострочив річний термін після опублікування Указу для звернення до адміністративного суду. Звання Героя Бересту було залишено.

## Подальші шляхи
- Олексій Берест після закінчення війни служив у Севастополі та Німеччині. Демобілізувавшись, він переїхав до Ростова-на-Дону, де мешкала його дружина. З 1953 до 1958 року перебував у в'язниці за сфальсифікованою статтею про розкрадання коштів, а також за хуліганство (викинув у вікно ревізора, коли той його образив). Загинув Олексій Берест 3 вересня 1970 року, коли врятував дівчинку з-під коліс потягу. Йому було лише 49 років[11].
- Петро Щербина після демобілізації повернувся у рідне село Скельки. Через те, що на батьківщині розповів правду про встановлення Прапора Перемоги над рейхстагом, про Олексія Береста, про себе, органи КДБ звинуватили його в брехні. Після цього, Щербина виїхав до Костроми. Одружився, мав двох дітей[12][13].
- Михайло Єгоров був демобілізований 1947 року. Закінчив в місті Смоленську радпартшколу. Працював на Руднянському молочноконсервному комбінаті. З часом почав пити. Загинув в автокатастрофі 1975 року[13][14].
- Мелітон Кантарія був демобілізований 1946 року, після закінчення війни. Він повернувся на батьківщину, працював у колгоспі. Пізніше мешкав в Абхазькій АРСР. Був обраний депутатом Верховної Ради Абхазької АРСР. Під час Грузино-абхазького конфлікту переїхав до Москви. Помер у Москві 1993 року[15].
- 17 лютого 2010 року в Дагестані, у м. Хасав'юрті, у віці 94 роки помер ветеран Другої світової війни Абдулхакім Ісмаїлов. Він був останнім бійцем, якого сфотографував Євген Халдей на знімку «Прапор Перемоги над рейхстагом»[16].

## Прапор Перемоги над Рейхстагом у мистецтві та філателії

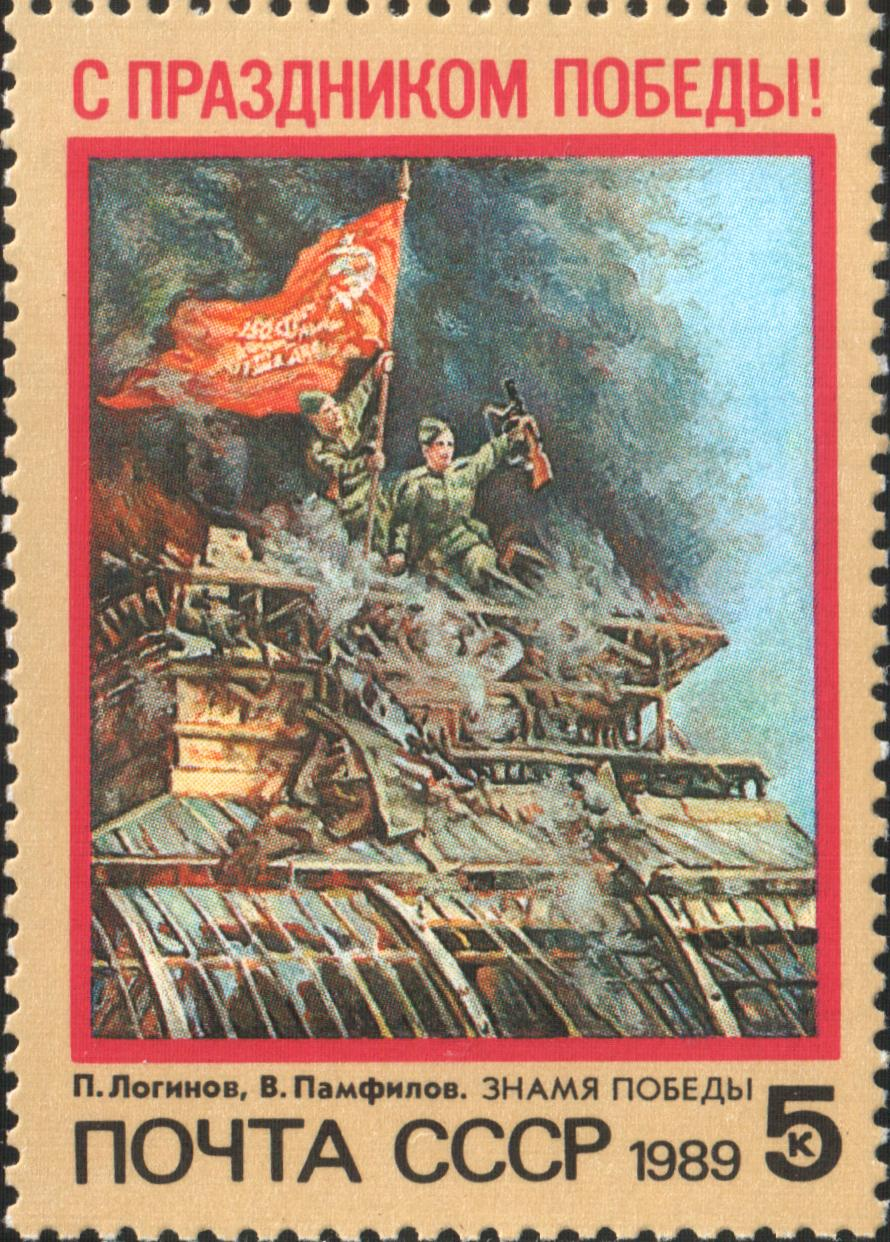
Картина П. Логінова та В.Памфілова «Прапор Перемоги» на радянській марці (1989)
«Установлення прапора Перемоги над Берліном». В. Божко
«Перемога. Берлін 1945 року» Мочальський В. (1947)

## Кінохроніка
- Прапор Перемоги над рейхстагом